# Gisela Deckert
Gisela Deckert (geb. Gisela Haagen, * 19. Juni 1930 in Berlin; † 30. Oktober 2024) war eine deutsche Zoologin und Naturschützerin.

## Leben
Gisela Deckert wuchs in Schöneiche bei Berlin auf. Sie studierte ab 1948 Zoologie an der Humboldt-Universität zu Berlin und diplomierte über das Nestbauverhalten bei Grasmücken. Im Anschluss erfolgte die Promotion bei Erwin Stresemann mit der Arbeit Ethologische Untersuchungen am Feldsperling.
Gisela Deckert war immer freischaffend tätig. Für den Tierpark Berlin erstellte sie ornithologische und verhaltensbiologische Fachgutachten. Für das Fernsehen der DDR bearbeitete sie naturkundliche Textbeiträge ausländischer Tierfilme. Sie erstellte ökologische Fachgutachten als Grundlage für die Ausweisung von Schutzgebieten und Artenschutzprojekten.
Gisela Deckert gehörte zu den Begründern der regionalen Naturschutzbewegung im Dahme-Seen-Gebiet. Auf der Grundlage des ersten Landeskulturgesetzes der DDR gründete sie 1971 die Fachgruppe Ornithologie und Naturschutz für die Kreise Königs Wusterhausen und Zossen. Ab 1980 leitete sie die Fachgruppe Ornithologie des Kreises Königs Wusterhausen der Gesellschaft für Natur und Umwelt (GNU) im Kulturbund der DDR. Ab 1990 war sie aktiv im Vorstand des Naturschutzbund Deutschland (NABU), Regionalverband Dahmeland e. V. tätig und von 2006 bis 2009 deren erste Vorsitzende. Seit 2009 war sie Ehrenvorsitzende des NABU Regionalverbandes Dahmeland. Von 1993 bis 2001 war sie im Beirat der unteren Naturschutzbehörde des Landkreises Dahme-Spreewald. Sie war seit 2001 berufenes Mitglied im Kuratorium für den Naturpark Dahme-Heideseen. Sie verwies auf die Bedrohung der heimischen Fauna durch Windkraftanlagen und setzte sich seit 2010 aktiv für die Unterschutzstellung der Waldgebiete um Kallinchen als Landschaftsschutzgebiet ein.

## Auszeichnungen
- Goldene Naturschutznadel des Naturschutzbundes Deutschland
- 2010: Verdienstmedaille des Verdienstordens der Bundesrepublik Deutschland[2]

## Schriften
- Beiträge zur Kenntnis der Nestbautechnik deutscher Sylviiden. In: J. Orn. 96, 1955, S. 186–206.
- Zwergammern (Emberiza pusilla) bei Berlin beobachtet. In: J. Orn. 99, 1958, S. 104.
- Der Feldsperling. Die neue Brehm-Bücherei. Zimsen, Wittenberg Lutherstadt 1968.
- Zur Ethologie und Ökologie des Haussperlings (Passer d. domesticus L.). In: Beitr. Vogelkd. 15, 1969, S. 1–84.
- mit Kurt Deckert: Wie verhalten sich Tiere? Urania, Leipzig, Jena, Berlin 1974.
- Siedlungsdichte und Nahrungssuche bei Elster, Pica p. pica (L.) und Nebelkrähe, Corvus corone cornix (L.) In: Beitr. Vogelkd. 26, 1980, S. 305–334.
- Tiere-Pflanzen-Landschaften. Vom Gleichgewicht in der Natur. Urania, Leipzig, Jena, Berlin 1988.

Veröffentlichungen in der Schriftenreihe Naturschutz im Dahmeland des NABU Dahmeland:
- Wie verhalten wir uns in Naturschutzgebieten? 1992, S. 22.
- Der Flußregenpfeifer – Vogel des Jahres 1993. 1993, S. 3–5.
- Die Nachtigall – Vogel des Jahres 1995. 1995, S. 28–29.
- Die Bedeutung von Brachland für den Artenschutz. 1995, S. 42–46.
- Der Kiebitz (Vanellus vanellus) – Vogel des Jahres 1996. 1996, S. 32–36.
- Verfemte Räuber. 1997, S. 32–40.
- Das Naturschutzgebiet Töpchiner Seen und die Bedeutung von Wildnis für den Naturschutz. 1998, S. 6–15.
- Die Feldlerche – Vogel des Jahres 1998. 1998, S. 15–16.
- Sind nur gefährdete Arten schützenswert? 1998, S. 11–19.
- Das Naturschutzgebiet Mahnigsee-Dahmetal. 1999, S. 20–21.

Veröffentlichungen im JahreBuch des NABU Dahmeland und Naturpark Dahme-Heideseen, Prieros, ISSN 1869-0920:
- Die Tierwelt unserer Parks. 2000, S. 55–58
- Was lebt denn da an der alten Eiche? 2001, S. 63–65.
- Das Röhricht und seine Bewohner. 2002, S. 62–64.
- Die Entwicklung zum naturnahen Wald. 2003, 52–54.
- Feldreine und Gehölze der Agrarlandschaft. 2004, S. 8–11.
- Verlust der Biodiversität durch eingeschleppte Arten. 2006, S. 8–11.
- Wovon ernähren sich Kormorane? 2006, S. 82–84.
- Unsere Tierwelt verändert sich.2007, S. 84–90.
- Fledermäuse, nächtliche Insektenjäger. 2008, S. 9–15.
- Darüber ist viel zu wenig bekannt – Ein Apell zum Mitmachen. 2008, S. 94–98.
- Der NABU zieht Bilanz. 2009, S. 13–21.
- Zwanzig Jahre NABU Dahmeland e. V. 2009, S. 22.
- Das Klima und wir Menschen. 2010, S. 7–13.
- Wanderungen durch Feld und Flur. 2011, S. 62–64.
- Wandern an Seen und Flüssen. 2011, S. 98–100.
- Warum war gerade der Kormoran Vogel des Jahres 2010? – Eine aktuelle Nachbetrachtung. 2010, S. 122–125.
- Fischotter – ein heimlicher Bewohner unserer Gewässer. 2012, S. 16.
- Sommergoldhähnchen, ein Gartenvogel. 2012, S. 24.
- Der Gartenrotschwanz. 2012, S. 128.
- Der Wendehals. 2013, S. 54.
- Die Zossener Heide. 2013, S. 116–118.
- Klimapolitik gegen Artenschutz? 2014, S. 83–84.
- Erfolge beim Erhalt der Artenvielfalt? 2014, S. 83–84.
- Das Leben der Sperlinge. 2016, S. 36–39.
- Wir füttern unsere Gartenvögel. 2016, S. 46–47.
- Bedeutung der Wälder für Artenvielfalt und Klimaschutz. 2017, S. 76–79.